# Anopheles ovengensis
Anopheles ovengensis is een muggensoort uit de familie van de steekmuggen (Culicidae). De wetenschappelijke naam van de soort is voor het eerst geldig gepubliceerd in 2004 door Awono-Ambene, Simard, Antonio-Nkonkjio & Fontenille.